# Bungoma (district)
Bungoma was een Keniaans district in provincie Magharibi. Sinds 2013 maakt het district deel uit van de county Bungoma.
In 1999 telde het district 876.491 inwoners en had een bevolkingsdichtheid van 424 inw/km². Ongeveer 3,1% van de bevolking leefde onder de armoedegrens en ongeveer 57,0% van de huishoudens had beschikking over elektriciteit.
Hoofdplaats was Bungoma.